# BX442
BX442（Q2343-BX442）是一個Sc型的宏觀螺旋星系，並有一個伴隨的矮星系。它是已知宇宙中距離最遙遠的宏觀螺旋星系，紅移z=2.1765 ± 0.0001。
雖然，通常所說的宇宙中已知最古老的宏觀螺旋星系，但更準確的說法是在回顧的時間上，這種類型的星系早已存在於宇宙（現在的宇宙年齡和光離開星系的時間是不同的），在和諧宇宙模型是107億年。這次估計BX442所顯示的結構大概是大爆炸之後30億年展現的。
BX442展現的螺旋型態類似於許多現代的星系，使得它不同於年輕的宇宙。
根據在加州大學洛杉磯分校的共同研究者愛麗絲 E 夏普的說法：絕大多數的古老星系看起來像火車的殘骸。我們最初的想法是：為什麼這一個如此不同，是如此的美麗？
這個型態不尋常的星系BX442，是以多倫多大學David R.為首的一群天文學家，從哈伯太空望遠鏡取得的影像發現的。
儘管哈伯的影像建議這是個螺旋星系，但它並沒有決定性的證明它和現代的螺旋星系一樣的旋轉。因此，這個小組使用夏威夷的凱克天文台稱為OSIRIS（OH-Suppressing Infrared Imaging Spectrograph）的積分場光譜儀來確認他們的發現。結合雷射導引星與調適光學系統修正地球大氣引起的湍流，天文學家能夠觀察來自星系不同部分的光線樣本。來自不同樣本的微量都卜勒位移顯示BX442的確是如同銀河系一樣快速旋轉的螺旋星系，並且更厚實和迅速的形成恆星。
BX442不僅透漏是真正的螺旋星系，還是所謂的宏觀螺旋星系分類的一種子分類。多數的螺旋星系有些微妙的特徵和不是可以很明顯界定的螺旋臂。宏觀螺旋星系則很清楚有明顯展出來的標準格式和不同的螺旋臂環繞著星系的中心。所有的螺旋星系中，大約只有10%可以歸類為宏觀螺旋星系。
依據首席作者David R. Law的敘述：
這個星系的存在令人震驚！目前的觀點認為在宇宙歷史的早期根本不存在著這種宏觀螺旋星系。
存在於BX442附近的矮星系提供了這個早熟的螺旋結構可能出現了甚麼的線索，是不同於大多數早期的星系，而不是混沌的恆星團塊集合體。最近針對銀河系的一個衛星星系，人馬座矮橢圓星系（SagDEG），顯示當SagDEG在過去數億年重覆的通過銀河系的平面，可以說明一些銀河系螺旋臂的生成。同樣的，在許多宏觀螺旋星系（例如旋渦星系）的附近也都有衛星星系。電腦模擬表明BX442的矮伴侶可以有同的效應。然而，恆星在年輕的BX442內部的混沌運動，如果就是這樣的情況，以宇宙學的術語而言目前的螺旋結構不會長期的存在，可能在一億年左右就會消失
。

## 外部連結
- Merrifield, Michael. . Deep Space Videos. Brady Haran.   [2016-03-24]. （原始内容存档于2016-03-25）.